# Jared Golden
Jared Forrest Golden (Lewiston, 25 luglio 1982) è un politico e militare statunitense, membro della Camera dei rappresentanti per lo stato del Maine dal 2019.

## Biografia
Nato a Lewiston, nel Maine, Golden trascorre il resto della sua infanzia a Leeds. Si iscrive all'Università di Farmington, da cui in seguito si ritirerà per entrare nel corpo dei marines servendo come veterano nelle guerre in Iraq e in Afghanistan. Dopo essersi ritirato dalla guerra dopo quattro anni, si iscrive al Bates College, dove si laurea in storia. Ha continuato poi a lavorare per il comitato della sicurezza nazionale e gli affari governativi per la senatrice Susan Collins.
Nel 2018 decide di candidarsi per il secondo distretto congressuale del Maine contro il repubblicano uscente Bruce Poliquin e vince per poco più di 3 000 voti in un'elezione caratterizzata dalla prima applicazione a livello federale del voto alternativo, entrando in carica il 3 gennaio successivo.